# Krivoi Rog
Krivoi Rog (în rusă Кривой Рог) sau Kryvyi Rih (în ucraineană Кривий Ріг, transliterat: Krîvîi Rih) este un oraș în sudul Ucrainei situat în partea de vest a bazinului carbonifer Donețk, la confluența râurilor Inguleț și Saksahan. Intră în componența regiunii Dnipropetrovsk.
A fost fondat ca un sat de cazacii zaporojeni în 1775 și avea doar 2.184 de locuitori în 1781. În 1881 o companie franceză a început să exploateze depozitele locale de minereu de fier și în 1884 a fost construită o cale ferată în bazinul carbonifer Doneț. După această Krivoi Rog a devenit un important oraș industrial de extracție a minereurilor de fier. Krivoi Rog, împreună cu suburbiile sale, se întinde pe 126 km, sub forma unei centuri lungi și înguste de-a lungul depozitelor de minereu de fier, fiind unul dintre cele mai lungi orașe din Europa. Minereurile locale bogate în hematit au fost epuizate în cea mai mare parte cu excepția celor de la mare adâncime, dar există minereuri care au un conținut mai scăzut de fier. Mai multe uzine de îmbogățire a minereurilor de fier și de peletizare au fost construite pentru a sprijini combinatele siderurgice și de oțelărie. Alte industrii includ cele de cocsificare și construcții de mașini (în special pentru industria minieră) și de sfredele cu diamant, fabrici de ciment, de produse chimice; industria alimentară și de prelucrare a lemnului. Au fost construite 2 canale care asigură alimentarea cu apă a orașului: canalul Nipru-Krivoi Rog și canalul Nipru-Inguleț. În Krivoi Rog se află institute pedagogice și de cercetări și proiectări miniere. Populația orașului era de 642.333 locuitori în 2016.

## Demografie
Componența lingvistică a orașului Krîvîi Rih
     Ucraineană (70,85%)
     Rusă (27,61%)
     Alte limbi (0,43%)
Conform recensământului din 2001, majoritatea populației orașului Krîvîi Rih era vorbitoare de ucraineană (70,85%), existând în minoritate și vorbitori de rusă (27,61%).

## Istoric
Imperiul Rus 1750–1917

 RSS Ucraineană 1920–1922

 Uniunea Sovietică 1922–1941

 Imperiul German (ocupația) 1941–1944

 Uniunea Sovietică 1944–1991

 Ucraina 1991–prezent 

## Personalități născute aici
- Sergei Makarenko (n. 1937), caiacist;
- Serhii Fesenko (n. 1959), înotător;
- Vadim Yaroshchuk (n. 1966), înotător;
- Olga Kiricenko (n. 1976), înotătoare;
- Volodîmîr Zelenski (n. 1978), președinte al Ucrainei;
- Olena Zelenska (n. 1978), soția lui Volodîmîr Zelenski;
- Valeria Bondarenko (n. 1982), tenismenă.

## Galerie de imagini

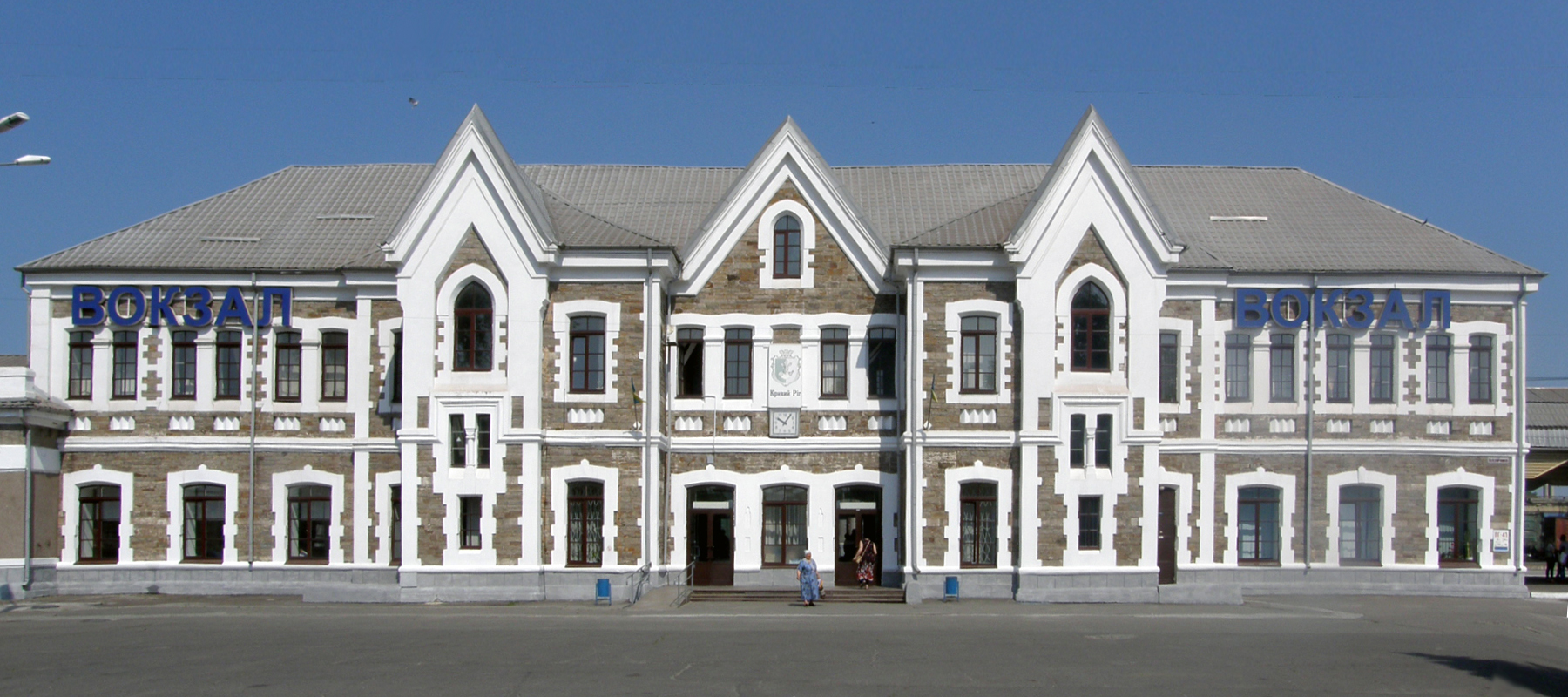
Gară
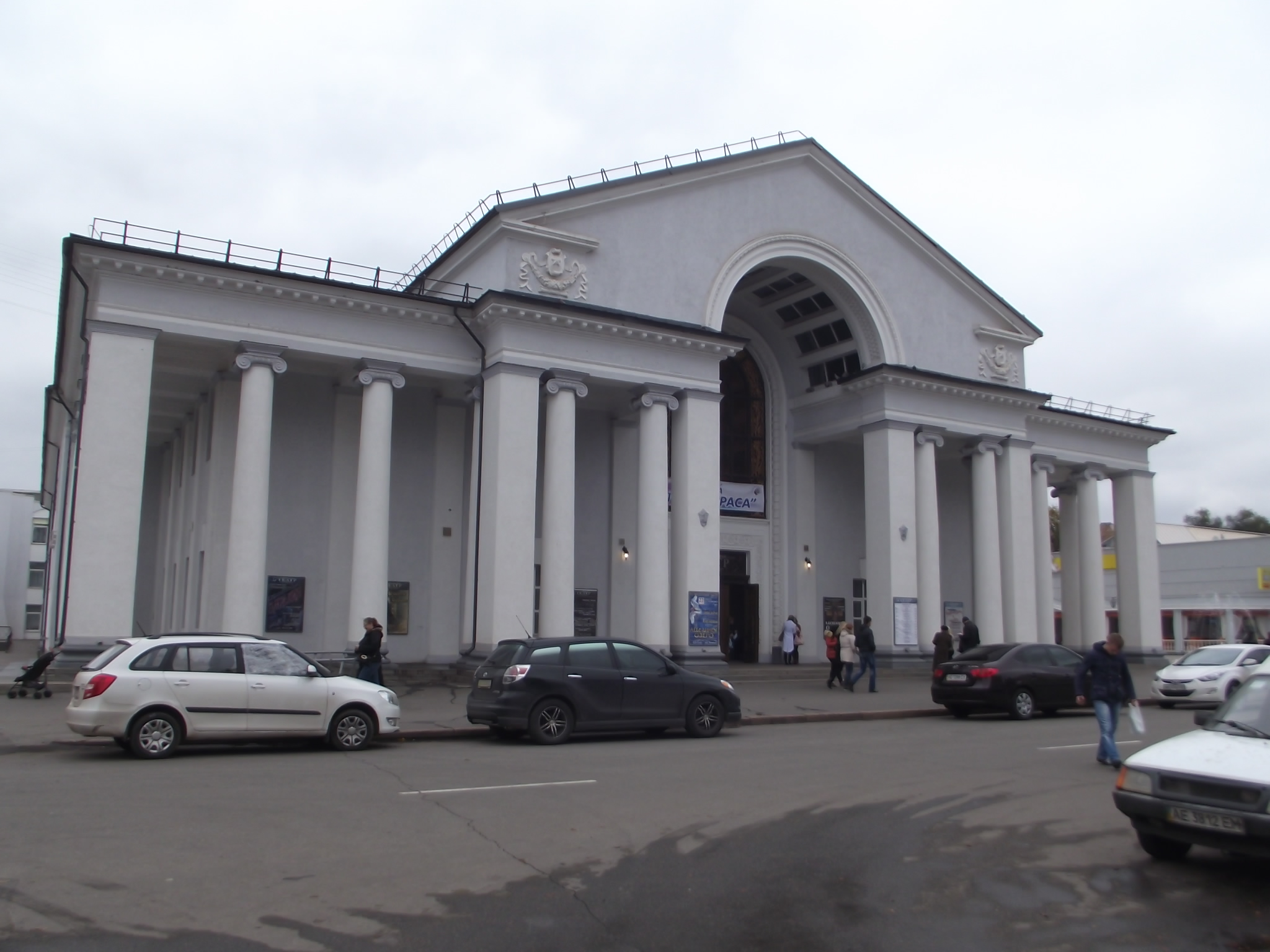
Teatru
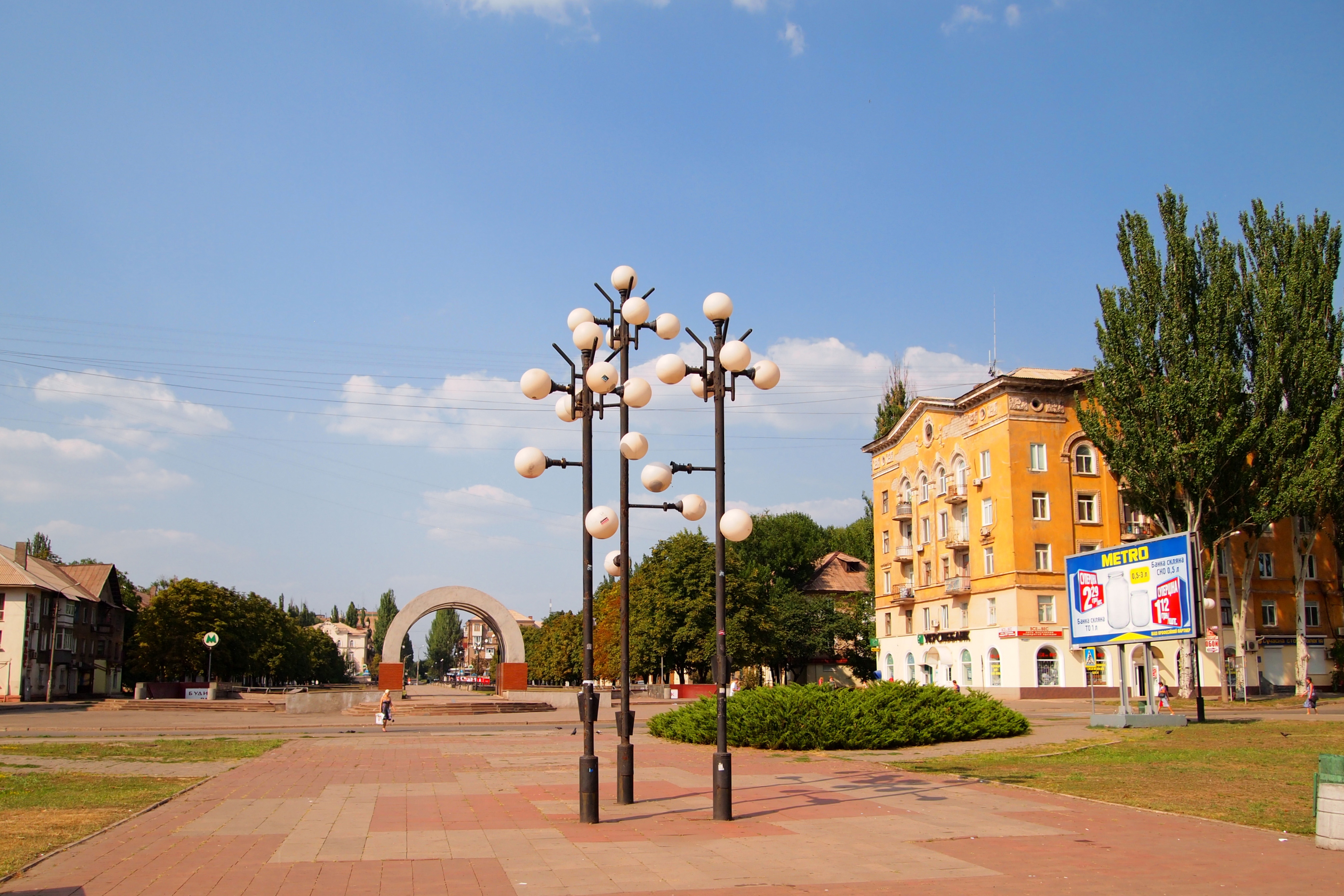
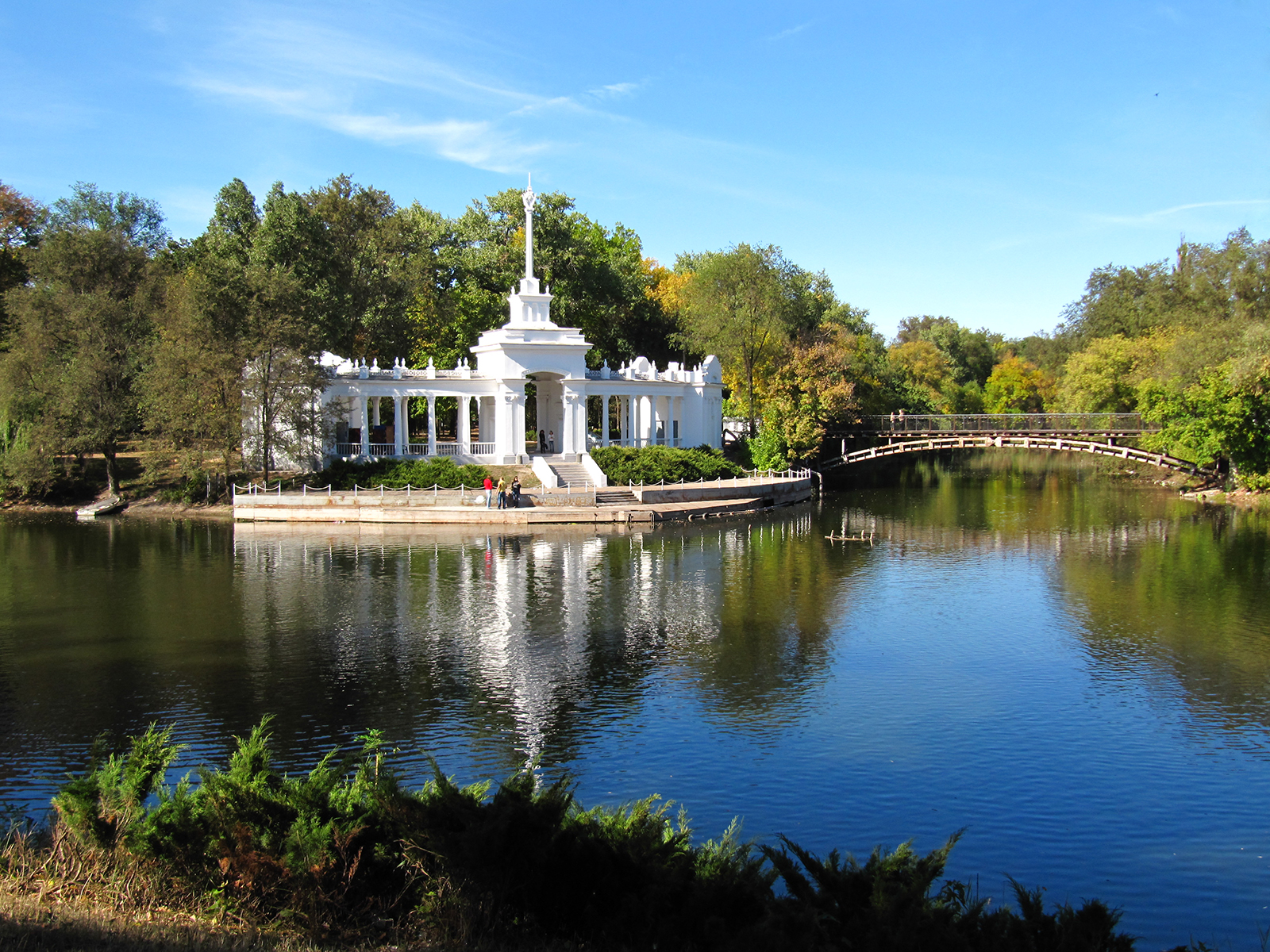
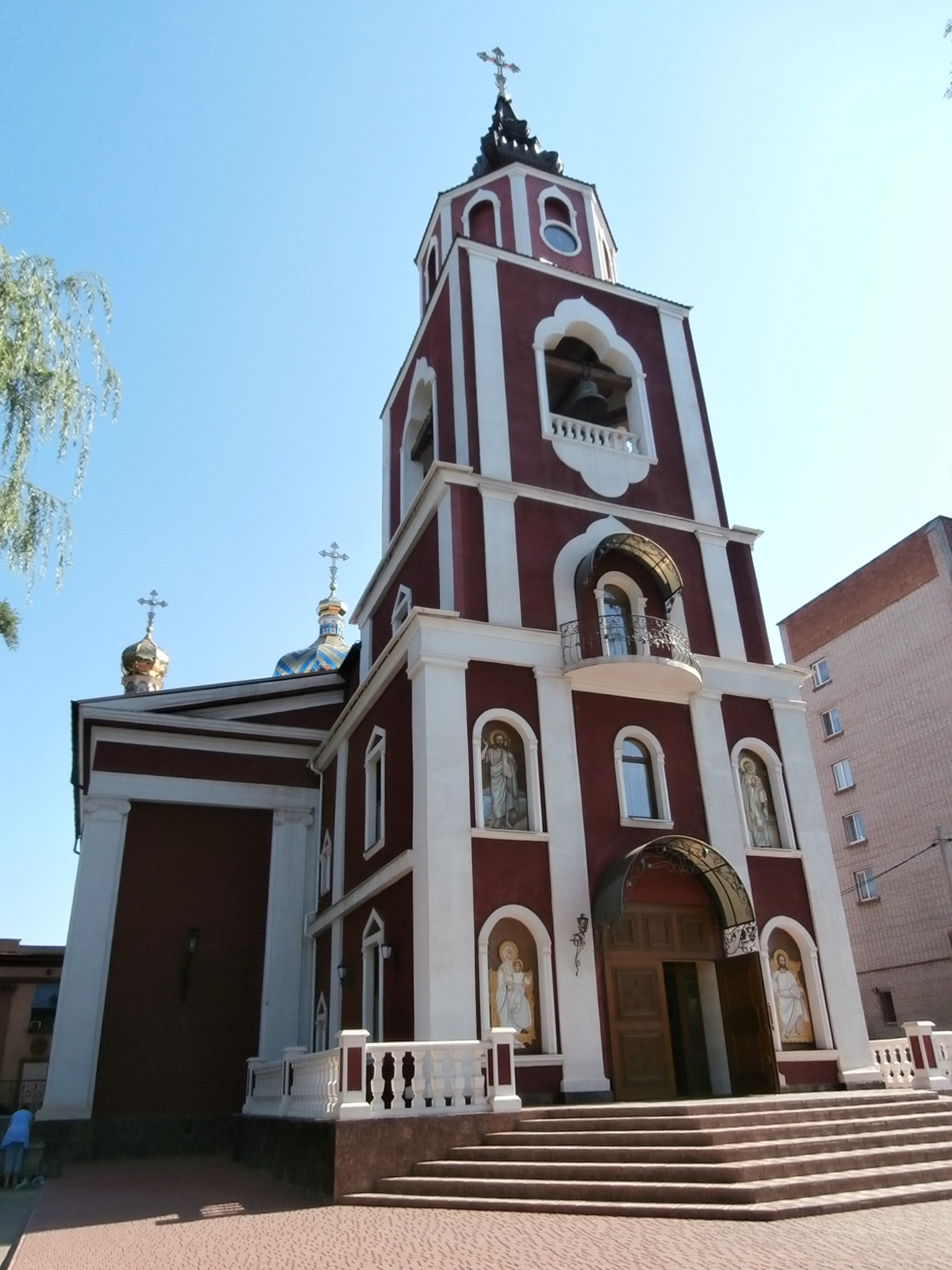
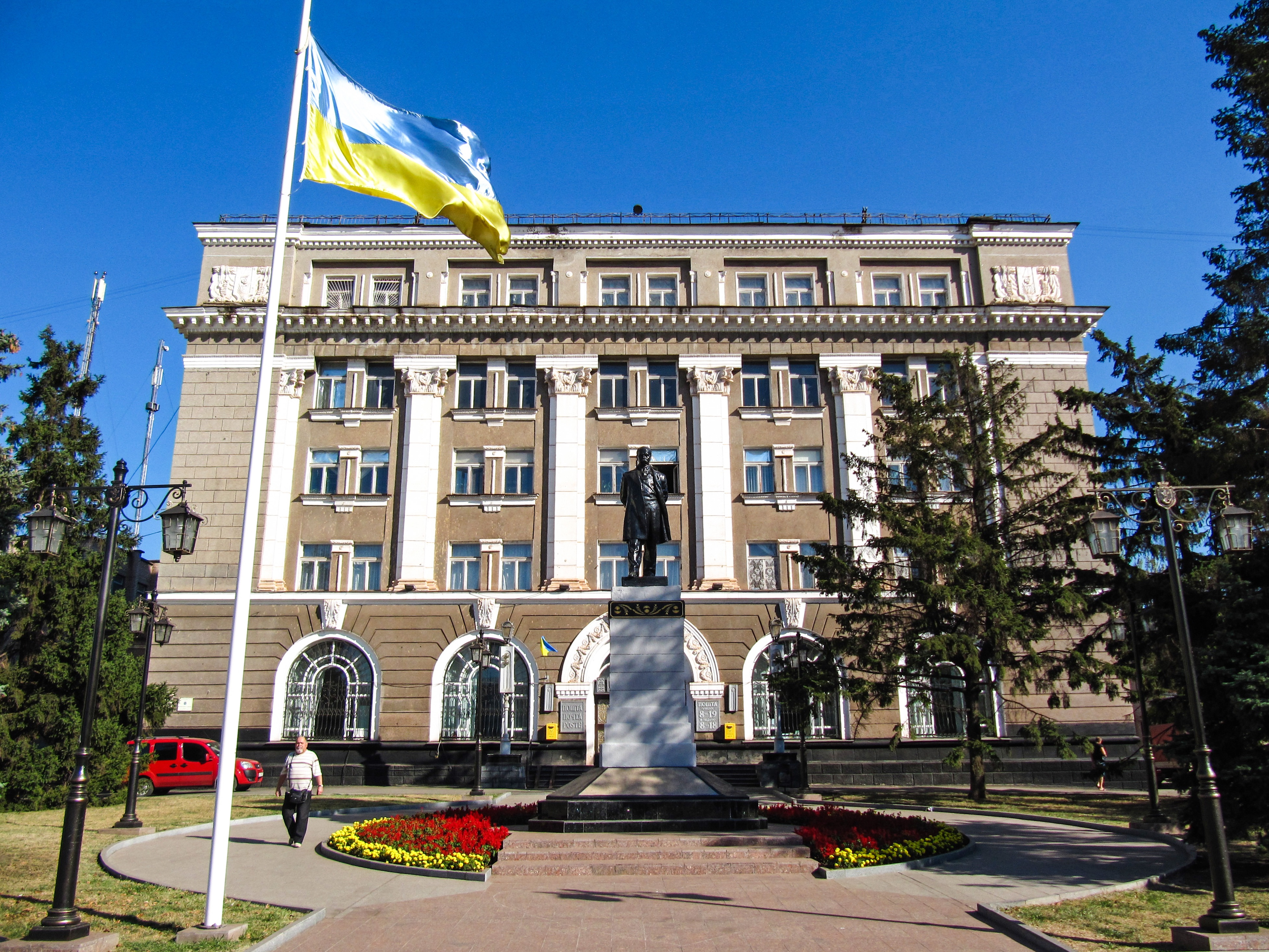
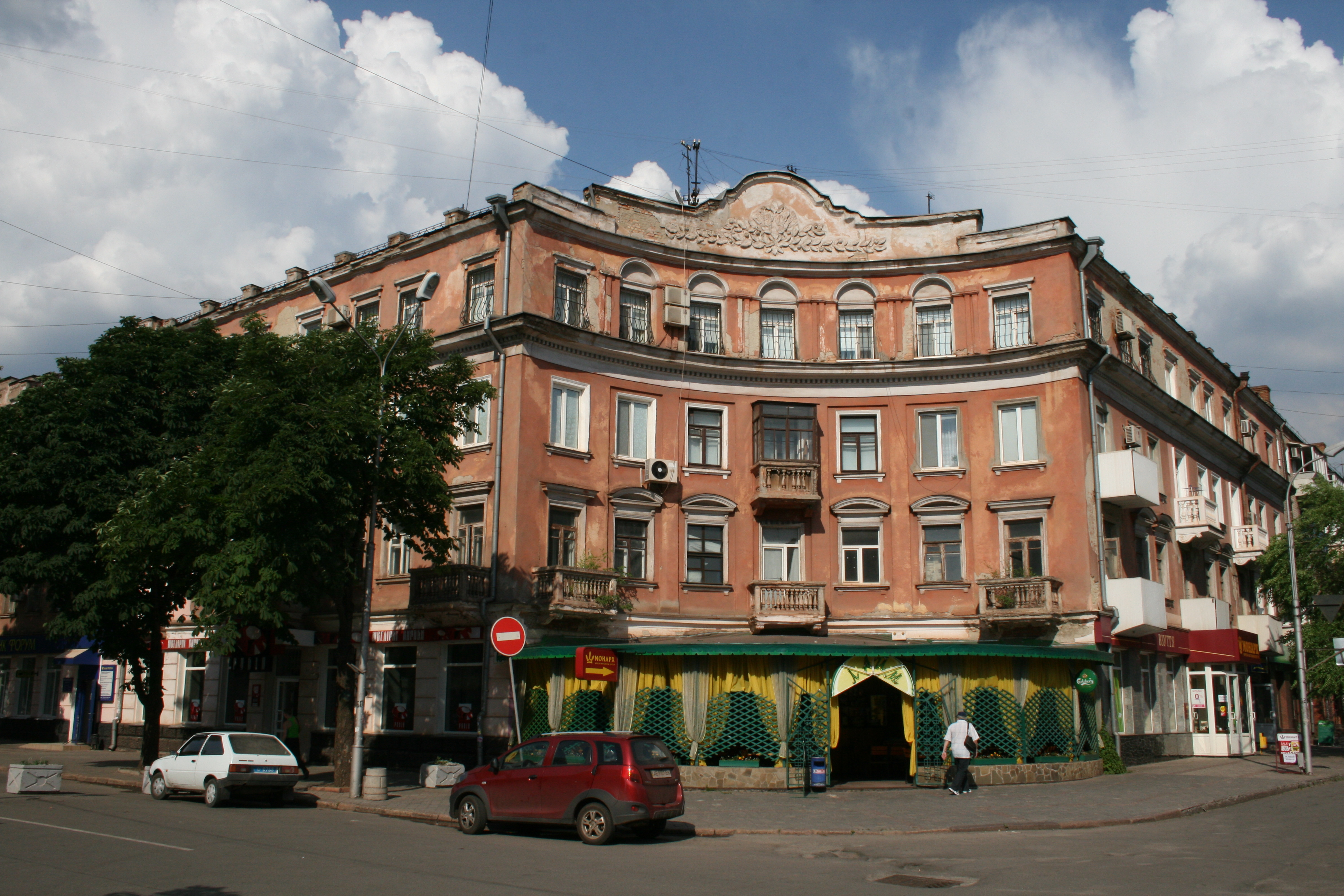
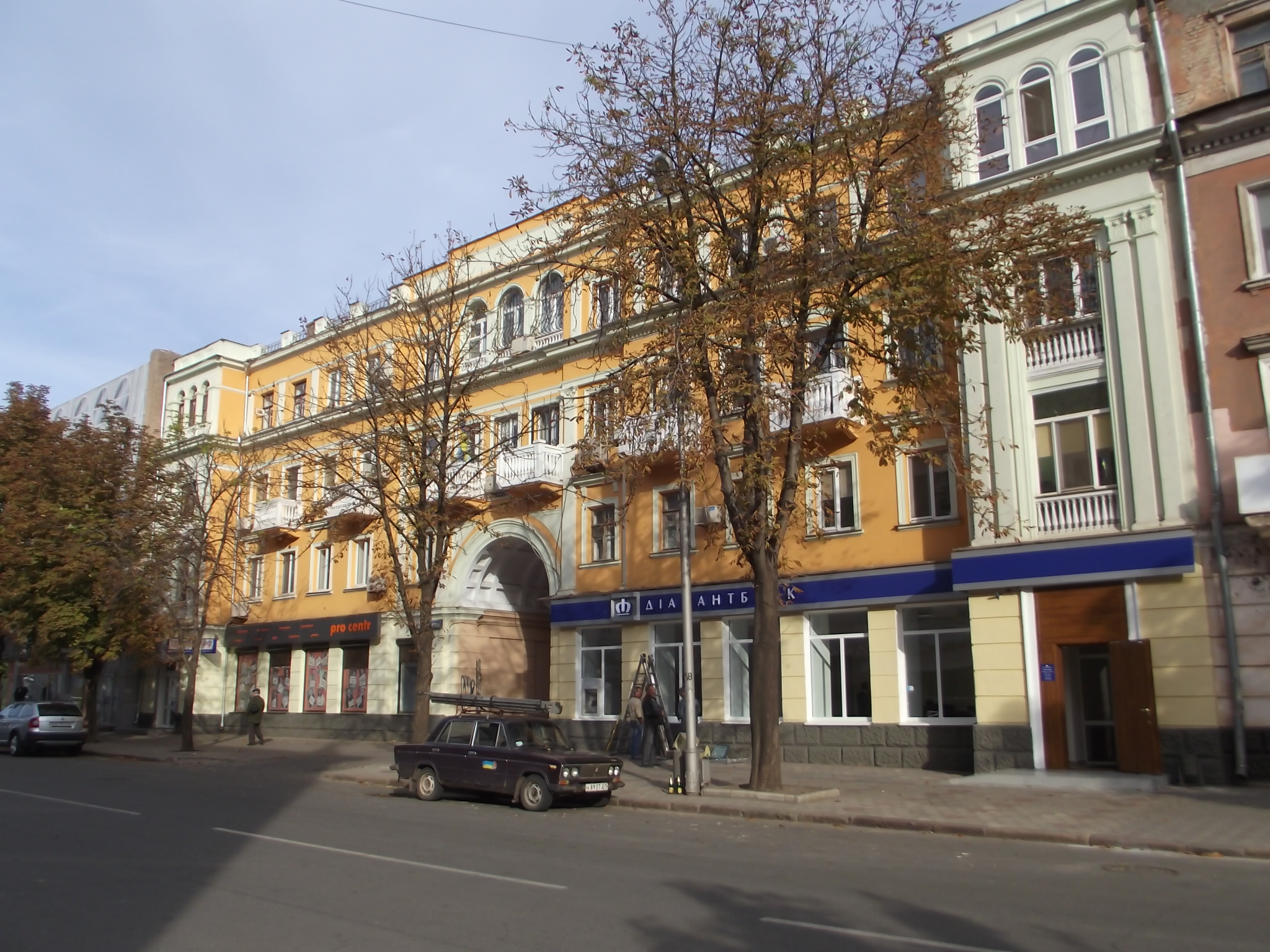
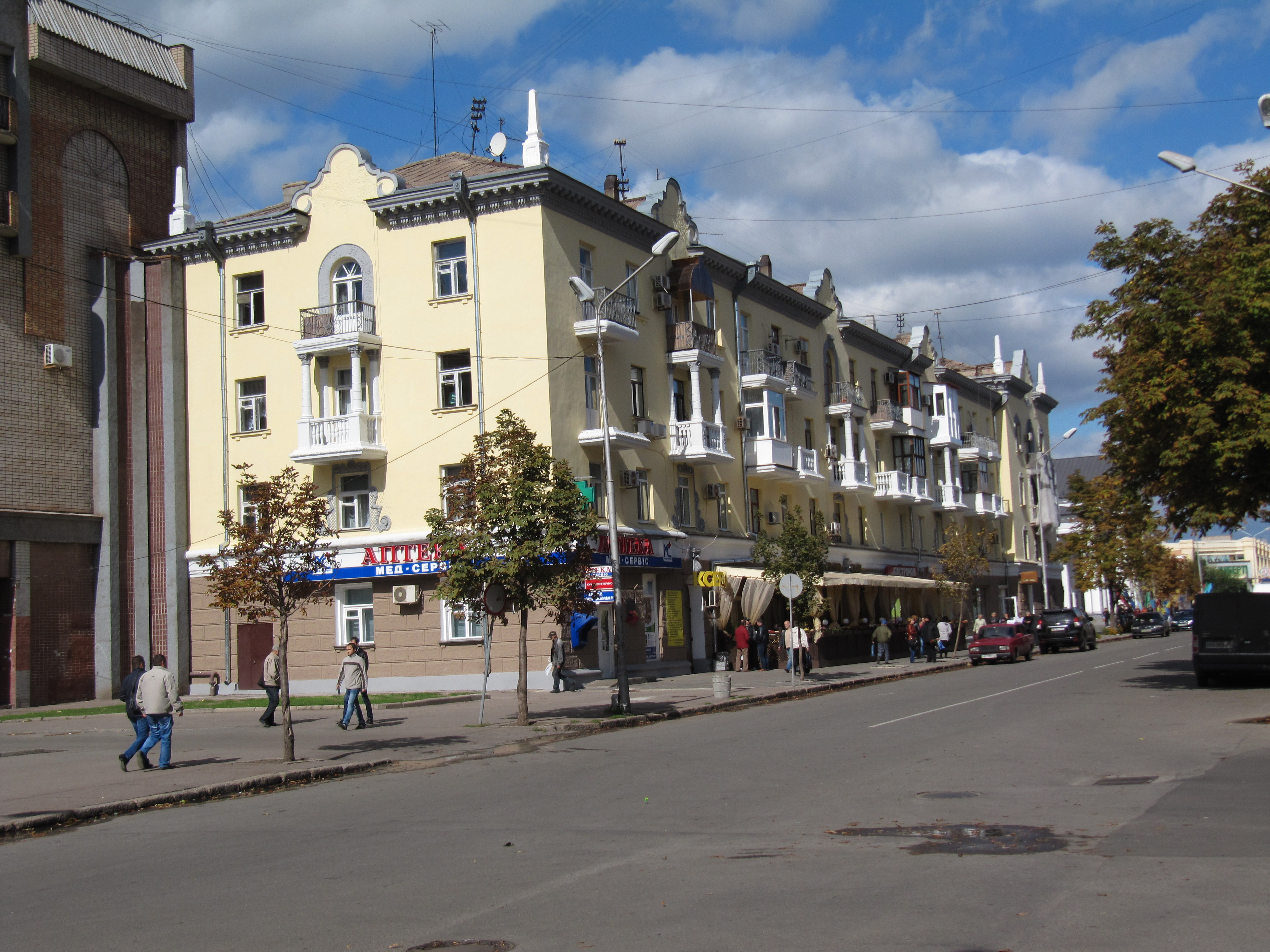
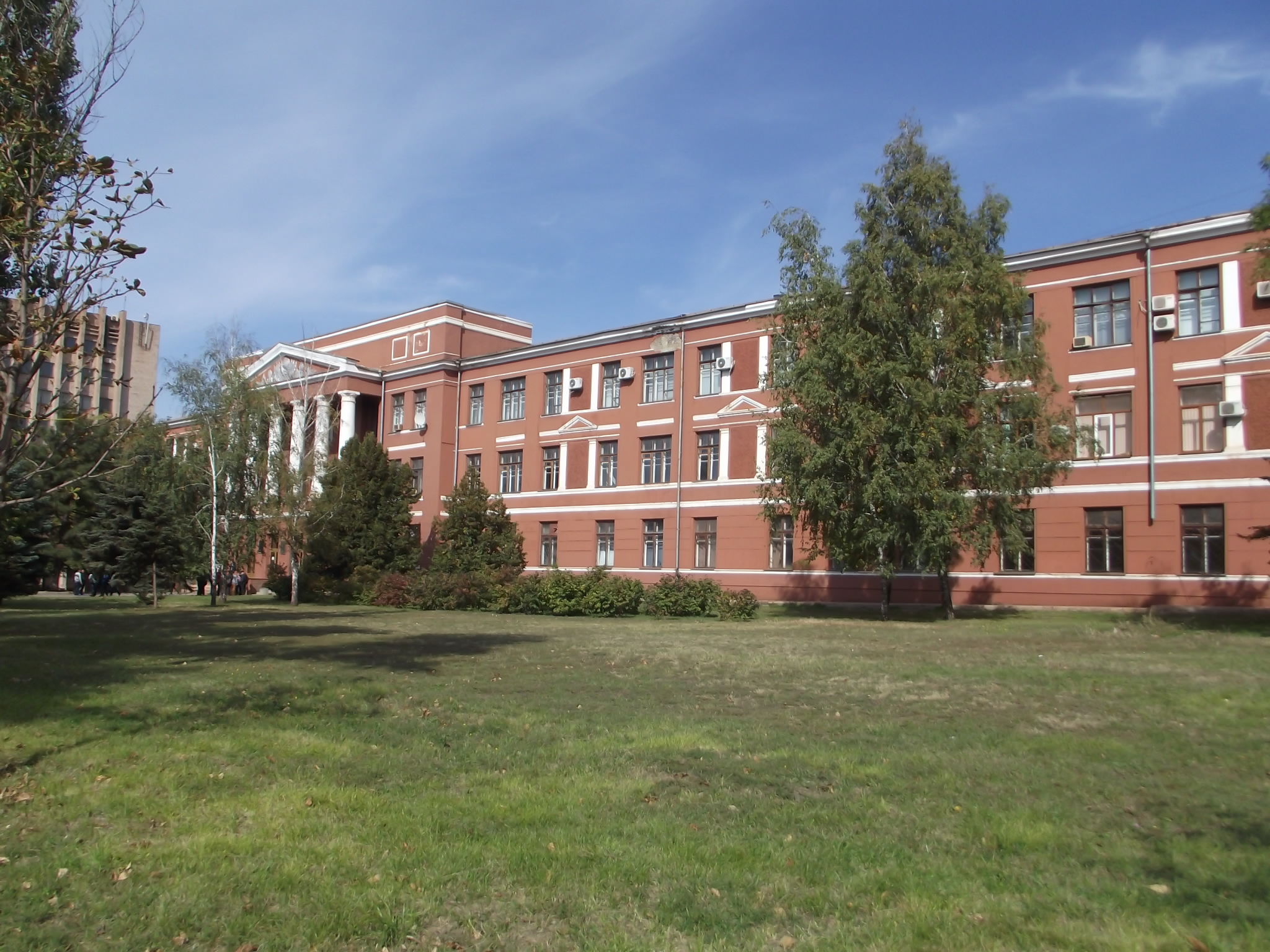